# 大野阳子
大野阳子（日语：／ Ōno Yōko，1989年11月27日—）生于岛根县大田市，是一名日本女子柔道运动员，主攻70公斤级。大野在6岁，即小学一年级时在大田少年柔道教室开始练习柔道。2008年进入立命馆大学产业社会学部就读。2012年4月毕业后成为小松女子柔道部的成员。